# Ringanlagen von Barbrook
Die Ringanlagen von Barbrook, drei Steinkreise (Barbrook I-III) und zwei Ring Cairns (Barbrook IV + V), stammen aus der Bronzezeit. Sie liegen in der Nähe von Chatsworth House und des Barbrook Reservoir in Derbyshire in England. 

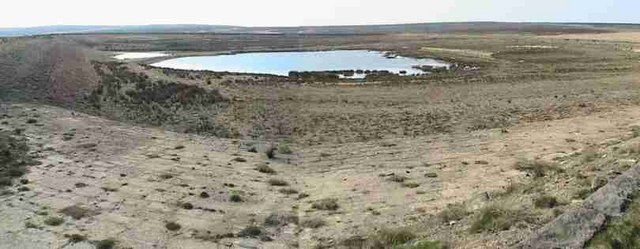
Barbrook Reservoir

## Die Embanked Stone Circles

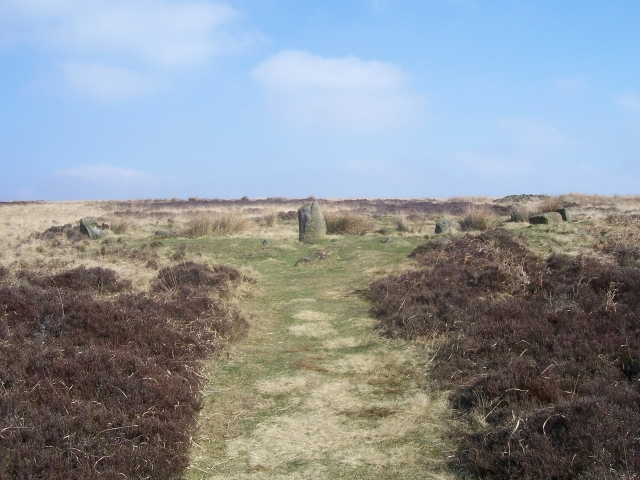
Barbrook I

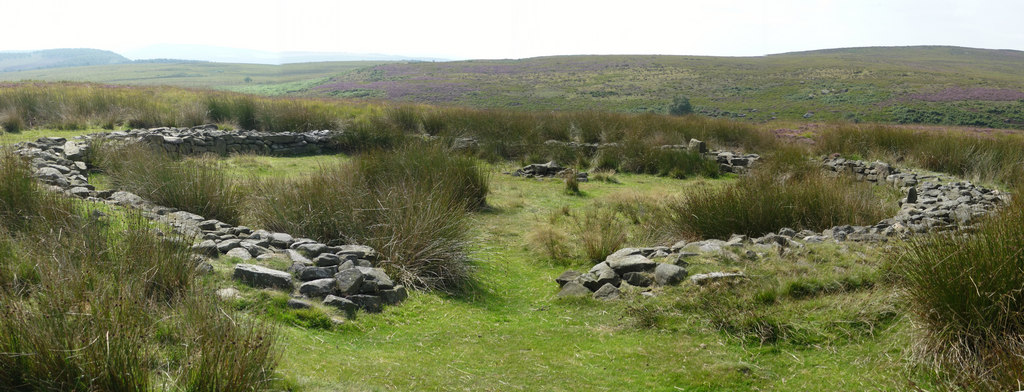
Barbrook II

Barbrook I-III sind so genannte „umwallte Steinkreise“ (englisch Embanked Stone Circle). In dieser Art von Steinkreisen liegt der einzige, oder der Hauptkreis, innerhalb oder auf einem niedrigen, runden Steinwall. Die Kreise fallen nach Aubrey Burl (1926–2020) in der mittleren Periode (2670–1975 v. Chr.) Sie stehen auf, nach Südwesten zum River Bar Brook, von dem sie ihre Namen haben, abfallendem Gelände auf der Westseite des Ramsley Moors. 
Die Ring Cairns Barbrook IV und V liegen in der Nähe.

### Barbrook I
Barbrook I ist der südlichste der drei typischen kleinen Derbyshire Steinkreise. Der ovale Steinkreis hat 12 bis 14 m Durchmesser und enthielt 12 oder 13 Steine, von denen nur der südwestliche mehr als einen Meter hoch ist. Dieser Stein scheint mit seinem Nachbarstein den Zugang zu bilden, aber ob die Disposition ursprünglich ist, ist unklar, denn es gibt im Nordosten eine große Lücke, dort könnte auch der Zugang gewesen sein. Der „Embanked Stone Circle“ wird von den Überresten eines niedrigen Walls umgeben, der 17 bis 19 m Durchmesser hat.
Der Steinhügel im Norden des Steinkreises wurde ausgegraben und während der 1980er Jahre wiederhergestellt. Gefunden wurden vier Steine mit Schälchen (englisch cups). Eines hat auch einen Ring. Zwischen Barbrook I und II liegen eine Steinreihe und die Reste eines Feldsystems.

Koordinaten: 53° 16′ 32,7″ N, 1° 35′ 6,2″ W

### Barbrook II
Barbrook II, etwa 250 m entfernt, ist der mittlere Steinkreis. Der ovale Ring ist zwar eingedämmt, aber nicht wie andere Steinkreise in Derbyshire. Die Menhire wurden in das Trockenmauerwerk bzw. in den Wall aus Geröll hineingesetzt. Heute sieht man das Ergebnis der Restaurierung von 1989. Die neun Steine (vermutlich gab es ursprünglich 10) sind typisch für die Gegend. Alle sind weniger als einen Meter hoch, wobei im Westen ein größerer Stein steht, ähnlich wie bei Barbrook I. Der „Embanked Stone Circle“ hat einen Durchmesser von etwa 14 m. Sein Zugang liegt im Nordosten. Innerhalb des Kreises, auf der Westseite, finden sich die Reste eines Steinhügels, neben dem vermutlich die zerstörte Deckenplatte einer Steinkiste mit drei oder vier Cups und einem schwach eingepickten Winkel liegt.

Koordinaten: 53° 16′ 43,1″ N, 1° 35′ 7″ W

### Barbrook III
Barbrook III, der dritte Steinkreis, wird auch als „Owler Bar“ genannt und steht auf dem Plateau im Nordosten des Moores in der Nähe eines Reservoirs. Der Bronzezeitkreis ist im Sommer fast im Gras verborgen, denn der höchste Stein ist wenig mehr als einen halben Meter hoch. Trotzdem ist es einer der größten Steinkreise in Derbyshire. Der etwas ovale Ring aus 21 erhaltenen Steinen liegt innerhalb eines kaum erkennbaren Walls, von 26 m × 24 m Durchmesser. Victoria und Paul Morgan glauben, dass es im Wall drei Lücken gab und die im Nordosten den Zugang bildete.

Koordinaten:53° 17′ 30,6″ N, 1° 34′ 34,7″ W

## Die Ring Cairns

### Barbrook IV
Der Ring Cairn Barbrook IV liegt, abgesetzt von den anderen Denkmälern, auf der anderen Seite der Straße A621 im Ramsley Moor. Er hat einen Durchmesser zwischen 22,0 und 24,0 m. Der niedrige etwa 3,5 m breite Wall aus Stein und Erde ist weniger als einen halben Meter hoch und hat einen Zugang im Südwesten. Es gibt einige kleinere Cairns in der Nähe, die wahrscheinlich alle Teil des größeren bronzezeitlichen Komplexes sind, der hier im Moor beiderseits der A621 liegt.

Koordinaten:53° 16′ 36,7″ N, 1° 34′ 2,3″ W

### Barbrook V
Es gibt wenig Information und wenig Überreste, da die im Mittelalter am Rande eines Packpferdpfades gelegene Anlage beschädigt wurde und nur der südöstliche Teil des Walls und einige Menhire erhalten sind, so dass schwierig ist, die ursprüngliche Größe des Denkmals zu ermessen. Es scheint ebenso groß zu sein wie Barbrook IV, aber mit einem schmaleren Wall.

Koordinaten:53° 16′ 20,9″ N, 1° 35′ 58,4″ W